# Шапур (сын Папака)
Шапур (Шапур Папакан) — царь Парса (Персиды). Старший сын Папака. Ему наследовал его младший брат Ардашир I, основавший Сасанидскую империю. Из династии Сасанидов.

## Биография

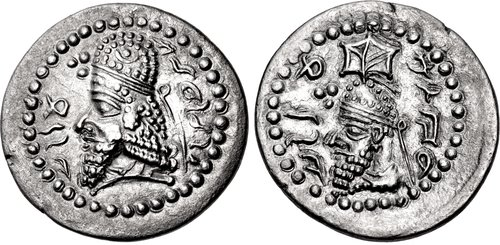
Полудрахма (18 мм, 1.86 г) с изображением царей Парса Шапура и его отца Папака. Около 200—209 гг. н. э. Монетный двор Истахра. Аверс: Бородатый бюст Шапура повёрнутый влево, в диадеме и парфянской тиаре. Реверс: Бородатый бюст Папака повёрнутый влево, в диадеме и парфянской тиаре с лиственным орнаментом

У ат-Табари и в тех источниках, которые ему следуют, как и в надписи Нарсе из Пайкули, некий сын Папака по имени Шапур упоминается в качестве его преемника. Согласно ат-Табари, отец Шапура, Папак, правил небольшим княжеством в районе Хира, к югу от озера Бахтеган. Он был вассалом Гочихра из рода Базрангидов, царя Истахра, главного города Парса (Персиды). Гочихр, в свою очередь, был вассалом парфянского царя царей Артабана V из династии Аршакидов. С разрешения Гочихра Папак отправил своего младшего сына Ардашира в крепость Дарабгирд служить под командованием её коменданта Тири. После смерти последнего Ардашир унаследовал его владения и начал расширять свою территорию за счёт земель соседних князьков. Затем Ардашир написал отцу о том, что сделал, и побудил его напасть на Гочихра; тот напал, убил Гочихра и завладел его короной. Ат-Табари утверждает, что Папак восстал именно по настоянию Ардашира. Однако это заявление кажется маловероятным и более правдоподобным смотрится вариант, что на самом деле именно Шапур помог Папаку захватить Истахр, о чём свидетельствует чеканка монет последнего, на которых есть портреты их обоих[стиль]. Да и ат-Табари пишет, что после этого Папак написал Артабану V и смиренно попросил позволения увенчать своего сына Шапура короной Гочихра, на что парфянский царь ответил отказом. Папак, впрочем, обратил на это мало внимания.
Далее ат-Табари говорит, что Ардашир восстал против Шапура, по причине чего последний двинулся с войском против него, но погиб в результате несчастного случая, по-видимому, на развалинах Персеполя. Ат-Табари это передаёт так:

«В дни, когда он (Папак) лежал при смерти, его сын Шапур сам себя короновал и стал царём вместо отца. В качестве царя Шапур написал Ардаширу, вызывая его к себе, однако тот отказался. Тогда Шапур очень разгневался, собрал армию и пошёл биться с братом. Когда он выступил из Истахра и остановился в Хумаи по дороге на Дарабгирд, кусок здания упал на него и убил. Когда Ардашир услышал эту весть, он отправился в Истахр; там он встретил множество своих братьев, которые — хотя среди них были и старшие — единогласно предложили Ардаширу престол и корону, чтобы всё принадлежало ему одному».
Контекст надписи Нарсе в Пайкули, в котором появляется шах Шапур, неясен из-за длинной лакуны. Предполагается, что Нарсе в этой надписи стремился уподобить своё наследование трона наследованию своего деда Ардашира. Аналогично тому, как последний был преемником Шапура, Нарсе мог претендовать на то, что он был преемником Ормизда-Ардашира, когда как в действительности таким наследником был Бахрам I. В противном случае у Нарсе не было никаких очевидных резонов упоминать в своей надписи шаха Шапура, сына Папака, в особенности же потому, что ни одна другая надпись, его не упоминает.
Взаимоотношения между ранними Сасанидами — Сасаном, Папаком, Шапуром и Ардаширом — остаются неясными.